# Oklo
Oklo är ett område i republiken Gabon i västra Afrika. Oklo är mest känt för att det uppstod ett flertal naturliga kärnreaktorer på platsen för drygt 2 miljarder år sedan.
De naturliga reaktorerna upptäcktes 1972 av den franska fysikern Francis Perrin. Mätningar på den relativa förekomsten av uranisotoperna 235U och 238U ur uranmalm från Oklo visade att förekomsten av isotopen 235U var onormalt låg. Efter mer noggranna undersökningar av malmen fann man att den även innehöll isotoper vars sammansättning tyder på att de uppkommit genom kärnklyvning.
För 2 miljarder år sedan var förhållandet mellan uranisotoperna 235U och 238U annorlunda än vad det är i dag. Då var den relativa förekomsten av 235U 3 % mot 0,7 % i dag, tillräckligt för att underhålla en kärnklyvning. Man tror att grundvattnet på platsen har fungerat som en moderator. Livslängden på de naturliga reaktorerna i Oklo beräknas att ha varit ca 100 000 år. Totalt har resterna av 16 naturliga reaktorer hittats i området.
Om säker slutförvaring av radioaktivt avfall är möjlig, är en omstridd fråga i samband med kärnkraft.  I Oklo har vi något av ett "facit" av förvaring på riktigt lång sikt.  Avfallet från Oklo blev liggande på plats nere i berget, och studier visar att det mesta, däribland plutonium, låg kvar tills det hade sönderfallit, trots att det inte var inkapslat.
Oklo-reaktorerna har också kunnat användas för att visa att finstrukturkonstanten verkligen har varit konstant inom mycket snäva gränser, och hade samma värde då som den har idag, inom 0,00001% marginal.